# Tyleik Williams
Tyleik Williams (Manassas, 25 febbraio 2003) è un giocatore di football americano statunitense che milita nel ruolo di defensive tackle per i Detroit Lions della National Football League (NFL).

## Carriera universitaria
Nella sua prima stagione a Ohio State nel 2021, Williams dispute 12 partite, mettendo a segno 16 tackle e 5 sack. L’anno seguente fece registrare 21 tackle e un sack. Nel 2023 fu inserito nella seconda formazione All-American. Nell’ultima stagione, nel 2024, i Buckeyes vinsero il titolo nazionale battendo in finale Notre Dame per 34-23, mentre Williams fu inserito nella terza formazione ideale della Big Ten Conference.

## Carriera professionistica

### Detroit Lions
Williams fu scelto nel corso del primo giro (28º assoluto) del Draft NFL 2025 dai Detroit Lions.